# Steve Butler
Stephen Butler, più conosciuto con il diminutivo Steve Butler (Birmingham, 27 gennaio 1962) è un ex calciatore inglese, di ruolo attaccante.

## Carriera
Dopo una stagione in Isthmian League (sesta divisione inglese) con il Windsor&Eton, nel 1984 esordisce tra i professionisti con il Brentford, club di terza divisione: in 2 anni con le Bees totalizza complessivamente 23 presenze e 3 reti in partite di campionato, e nell'estate del 1986 il suo contratto non viene rinnovato. Da svincolato si accasa ai semiprofessionisti del Maidstone Utd, militanti in Football Conference (quinta divisione e più alto livello calcistico inglese al di fuori della Football League). La sua permanenza con gli Stones dura complessivamente 5 stagioni, che coincidono con il periodo di maggior successo nella storia del club, che con la vittoria del campionato nella stagione 1988-1989 viene promosso in quarta divisione, venendo ammesso per la prima volta nella sua storia ai campionati della Football League; la prima stagione nella nuova categoria si conclude poi con una qualificazione ai play-off, terminati con un'eliminazione in semifinale per mano del Cambridge Utd. Butler, già capocannoniere della National League nella stagione 1988-1989, viene ceduto al Watford, club di seconda divisione, nel marzo del 1991 per 150000 sterline per via dei problemi economici del Maidstone: rimane al Watford fino al 18 dicembre 1992, totalizzandovi 70 presenze e 9 reti in partite di campionato (tutte in seconda divisione); dopo un prestito al Bournemouth (con cui gioca una partita in terza divisione), il 23 dicembre 1992 passa per 75000 sterline al Cambridge United, club di seconda divisione, che al termine della stagione 1992-1993 retrocede però in terza divisione, categoria in cui Butler milita quindi nelle stagioni 1993-1994 e 1994-1995, la seconda delle quali chiusa con una nuova retrocessione. Il 16 dicembre 1995, dopo alcuni mesi trascorsi in quarta divisione e complessive 56 reti in 120 partite di campionato con il club, l'attaccante viene ceduto per 100000 sterline al Gillingham, in terza divisione. Rimane in squadra fino al 30 ottobre 1998 quando, dopo 121 presenze e 22 reti in partite di campionato, viene ceduto al Peterborough Utd, altro club di terza divisione, con cui segna 2 gol in 15 partite prima di essere ceduto in prestito allo Stevenage, con cui conclude la stagione 1998-1999 giocando in Football Conference. Nell'estate del 1999 fa ritorno al Gillingham, con cui pur giocando sostanzialmente da riserva (2 reti in 13 presenze) risulta essere decisivo per la conquista della prima promozione in seconda divisione nella storia del club, grazie ad una rete messa a segno nella finale play-off vinta per 3-2 contro il Wigan. A fine stagione lascia il club e, ad eccezione di un breve ritorno nel Maidstone United nel 2002, di fatto smette di giocare. Dopo il ritiro per un periodo è stato anche collaboratore tecnico del Leicester City.

## Palmarès

### Club

#### Competizioni nazionali
- Conference League: 1

Maidstone United: 1988-1989

#### Competizioni regionali
- Kent Senior Cup: 2

Maidstone United: 1988-1989, 1989-1990

### Individuale
- Capocannoniere della Conference League: 1

1988-1989 (26 reti, alla pari con Mark Gall)